# Ernest Leroy Boyer
Ernest LeRoy Boyer (13 de setembro de 1928 – 8 de setembro de 1995) foi um educador estadunidense, notável por seu papel de chanceler na Universidade do Estado de Nova York, de Comissário da Educação nos Estados Unidos e de presidente da Fundação Carnegie para o Avanço do Ensino. Boyer recebeu inúmeros prêmios, incluindo 140 doutorados honorários.

## Biografia
Ernest Leroy Boyer, nascido em Dayton, Ohio 1928, foi uma das mais influentes figuras responsáveis pelo avanço dos valores do sistema escolar e formação de professores, embora inicialmente não tencionasse entrar na formação de professores. Dr. Boyer primeiro obteve o grau de doutoramento na Universidade de Loyola e depois trabalhou como professor de patologia da fala e audiologia. A partir daí ele passou a ocupar o lugar de director da comissão do Western College Association para melhorar a formação dos professores em 1962. Prosseguiu em papéis na gestão administrativa de universidades, chegando eventualmente ao lugar de Chanceler da Universidade SUNY (Universidade de Estado de Nova Iorque) sistema do campus de 1970.
Longe de ser apenas um líder administrativo, Ernest Boyer também trabalhou para desenvolver uma melhor forma de educação e formação de professores. A sua investigação e estudo rapidamente se tornaram uma norma em criar métodos de ensino em que os estudantes foram incentivados a desenvolver a compreensão de suas comunidades e sua relação com o processo educativo. Serviu como conselheiro educacional dos presidentes Carter, Nixon e Ford e foi premiado 165 graus honorários durante toda a sua vida na educação.
Ernest Leroy Boyer desenvolveu princípios que visavam alunos participantes activos na sua educação. Ele também criou um modelo para os professores e gestores utilizarem para falar sobre práticas de ensino em todos os níveis de ensino básico até ao ensino universitário. Serviço comunitário, aprendizagem temática e criação de sistemas de ensino que funcionassem para todos foram apenas algumas de suas maiores contribuições. Ernesto Leroy Boyer mudou a forma que os professores e gestores passaram a encarar o processo de ensino e aprendizagem. Ele também chamou a atenção para a importância de uma rápida integração das crianças na educação pré-escolar, e dos pais como parceiros dos sistemas escolares. Sua influência no ensino básico e secundário é visto em todo o mundo de hoje e continua a ser um quadro de referencia na formação de professores e desenvolvimento educacional.
Relativamente à educação artística, Boyer no seu livro High School (1985), relatório patrocinado pela Carnegie Foundation for the Advancement of Teaching, foi mencionado como um trabalho que não só enfatizava o estudo das artes como uma disciplina básica num currículo especial ou comum, mas também continha recomendações para importantes mudanças na forma como é feita a formação de professores de artes para as escolas.
Boyer sugeria assim um currículo com as seguintes disciplinas nucleares: Língua Materna, literatura, artes, línguas estrangeiras, formação cívica, ciências, matemáticas, tecnologias, e educação para a saúde. Podemos questionar o facto de literatura e artes estarem em disciplinas separadas (uma vez que a poesia pertence ao campo das artes), mas Boyer em defesa disto escreve que são ambas disciplinas da herança cultural e a bitola da civilização. As artes são especialmente adequadas para expressar a escalas das emoções humanas. As artes são assim uma forma não-verbal de comunicação que educam as emoções e valorizam os sentimentos num mundo cada vez mais insensível. No entanto a habilidade de educar os sentimentos parece ser mais uma função da literatura do que propriamente das artes visuais. O estudo de Boyer não representa uma teoria estética altamente bem conseguida, mas interessa saber que o estudo das artes tem aqui uma importante proeminência.

### Fonte Externa
https://web.archive.org/web/20080705050017/http://www.messiah.edu/boyer_center/resources/literary/ELBLeader.pdf